# Японія на літніх Олімпійських іграх 2024
Японію на літніх Олімпійських іграх 2024 представляли чотириста три спортсмени в тридцяти чотирьох видах спорту.

## Медалісти
| Медаль | Ім'я | Вид спорту             | Дисципліна                                  | Дата      |
| ------ | --- | ---------------------- | ------------------------------------------- | --------- |
| 1      | Цунода Нацумі | Дзюдо                  | Women's –48 kg                              | 27 липня  |
| 1      | Хіфумі Абе | Дзюдо                  | Men's –66 kg                                | 28 липня  |
| 1      | Коко Йошідзава | Скейтбординг           | стріт (жінки)                               | 28 липня  |
| 1      | Кокі Кано | Фехтування             | індивідуальна шпага (чоловіки)              | 28 липня  |
| 1      | Юто Хоріґоме | Скейтбординг           | стріт (чоловіки)                            | 29 липня  |
| 1      | Ока Шінносуке Ока Сінносуке Дайкі Хашімото Казума Кая Танігава Ватару | Гімнастика             | командна першість (чоловіки)                | 29 липня  |
| 1      | Таканорі Нагасе | Дзюдо                  | до 81 кг (чоловіки)                         | 30 липня  |
| 1      | Ока Сінносуке | Гімнастика             | абсолютна першість (чоловіки)               | 31 липня  |
| 1      | Кадзукі Іімура Кьосуке Мацуяма Такахіро Шікіне Юдай Наґано | Фехтування             | командна рапіра (чоловіки)                  | 4 серпня  |
| 1      | Ока Сінносуке | Гімнастика             | перекладина (чоловіки)                      | 5 серпня  |
| 1      | Фуміта Кен'їтіро | Боротьба               | греко-римська боротьба, до 60 кг (чоловіки) | 6 серпня  |
| 1      | Нао Кусака | Боротьба               | греко-римська боротьба, до 77 кг (чоловіки) | 7 серпня  |
| 1      | Акарі Фуджінамі | Боротьба               | вільна боротьба, до 53 кг (жінки)           | 8 серпня  |
| 1      | Хігуті Рей | Боротьба               | вільна боротьба, до 57 кг (чоловіки)        | 9 серпня  |
| 1      | Сакурай Цугумі | Боротьба               | вільна боротьба, до 57 кг (жінки)           | 9 серпня  |
| 1      | Юаса Амі | Брейкданс              | Бігьорлз                                    | 9 серпня  |
| 1      | Кітаґуті Харука | Легка атлетика         | метання списа (жінки)                       | 10 серпня |
| 1      | Сакура Мотокі | Боротьба               | вільна боротьба, до 62 кг (жінки)           | 10 серпня |
| 1      | Котаро Кійоока | Боротьба               | вільна боротьба, до 65 кг (чоловіки)        | 11 серпня |
| 1      | Кагамі Юка | Боротьба               | вільна боротьба, до 76 кг (жінки)           | 11 серпня |
| 2      | Ліз Акама | Скейтбординг           | стріт (жінки)                               | 28 липня  |
| 2      | Томоюкі Мацушіта | Плавання               | 400 метрів комплексом (чоловіки)            | 28 липня  |
| 2      | Саншіро Мурао | Дзюдо                  | до 90 кг (чоловіки)                         | 31 липня  |
| 2      | Комата Акіра Кокі Кано Масару Ямада Кадзуясу Мінобе | Фехтування             | командна шпага (чоловіки)                   | 2 серпня  |
| 2      | Абе Ута Соїчі Хашімото Міку Ташіро Саншіро Мурао Ріка Такаяма Тацуру Сайто Сакі Ніїзое Таканорі Нагасе Аарон Вольф Харука Фунакубо Соне Акіра Наґаяма Рюджю Цунода Нацумі Хіфумі Абе | Дзюдо                  | змішані команди                             | 3 серпня  |
| 2      | Кокона Хіракі | Скейтбординг           | парк (жінки)                                | 6 серпня  |
| 2      | Кейдзю Окада Міхо Йосіока | Вітрильний спорт       | змішані 470                                 | 8 серпня  |
| 2      | Сорато Анраку | Спортивне скелелазіння | Комбінація (чоловіки)                       | 9 серпня  |
| 2      | Тамаї Рікуто | Стрибки у воду         | вишка, 10 метрів (чоловіки)                 | 10 серпня |
| 2      | Хіна Хаята Міва Харімото Міу Хірано | Настільний теніс       | командна першість (жінки)                   | 10 серпня |
| 2      | Такатані Даїті | Боротьба               | вільна боротьба, до 74 кг (чоловіки)        | 10 серпня |
| 2      | Тайшю Сато | Сучасне п'ятиборство   | чоловіки                                    | 10 серпня |
| 3      | Наґаяма Рюджю | Дзюдо                  | до 60 кг (чоловіки)                         | 27 липня  |
| 3      | Йосіакі Ойва Кадзума Томото Тосіюкі Танака Рюдзо Кітадзіма | Кінний спорт           | Командне триборство                         | 29 липня  |
| 3      | Соїчі Хашімото | Дзюдо                  | до 73 кг (чоловіки)                         | 29 липня  |
| 3      | Харука Фунакубо | Дзюдо                  | до 57 кг (жінки)                            | 29 липня  |
| 3      | Адзума Сера Уено Юка Міявакі Карін Кікучі Комакі | Фехтування             | командна рапіра (жінки)                     | 1 серпня  |
| 3      | Юта Ватанабе Аріса Хіґашіно | Бадмінтон              | Змішаний парний розряд                      | 2 серпня  |
| 3      | Хіна Хаята | Настільний теніс       | Одиночний розряд (жінки)                    | 3 серпня  |
| 3      | Намі Мацуяма Чіхару Шіда | Бадмінтон              | парний розряд (жінки)                       | 3 серпня  |
| 3      | Такасіма Ріса Одзакі Сері Місакі Емура Фукусіма Сіхомі | Фехтування             | командна шабля (жінки)                      | 3 серпня  |
| 3      | Хідекі Мацуяма | Гольф                  | індивідуальна першість (чоловіки)           | 4 серпня  |
| 3      | Ока Сінносуке | Гімнастика             | паралельні бруси (чоловіки)                 | 5 серпня  |
| 3      | Озакі Нонока | Боротьба               | вільна боротьба, до 68 кг (жінки)           | 6 серпня  |
| 3      | Сусакі Юї | Боротьба               | вільна боротьба, до 50 кг (жінки)           | 7 серпня  |

| Медалі за видом спорту | Медалі за видом спорту | Медалі за видом спорту | Медалі за видом спорту | Медалі за видом спорту |
| ---------------------- | ---------------------- | ---------------------- | ---------------------- | ---------------------- |
| Вид спорту             | 1                      | 2                      | 3                      | Загалом                |
| Боротьба               | 8                      | 1                      | 2                      | 11                     |
| Дзюдо                  | 3                      | 2                      | 3                      | 8                      |
| Гімнастика             | 3                      | 0                      | 1                      | 4                      |
| Скейтбординг           | 2                      | 2                      | 0                      | 4                      |
| Фехтування             | 2                      | 1                      | 2                      | 5                      |
| Брейкданс              | 1                      | 0                      | 0                      | 1                      |
| Легка атлетика         | 1                      | 0                      | 0                      | 1                      |
| Настільний теніс       | 0                      | 1                      | 1                      | 2                      |
| Стрибки у воду         | 0                      | 1                      | 0                      | 1                      |
| Сучасне п'ятиборство   | 0                      | 1                      | 0                      | 1                      |
| Вітрильний спорт       | 0                      | 1                      | 0                      | 1                      |
| Спортивне скелелазіння | 0                      | 1                      | 0                      | 1                      |
| Плавання               | 0                      | 1                      | 0                      | 1                      |
| Бадмінтон              | 0                      | 0                      | 2                      | 2                      |
| Кінний спорт           | 0                      | 0                      | 1                      | 1                      |
| Гольф                  | 0                      | 0                      | 1                      | 1                      |
| Загалом                | 20                     | 12                     | 13                     | 45                     |

| Медалі за статтю | Медалі за статтю | Медалі за статтю | Медалі за статтю | Медалі за статтю |
| ---------------- | ---------------- | ---------------- | ---------------- | ---------------- |
| Стать            | 1                | 2                | 3                | Загалом          |
| жінки            | 9                | 4                | 6                | 19               |
| Чоловіки         | 11               | 6                | 5                | 22               |
| змішані          | 0                | 2                | 2                | 4                |
| Загалом          | 20               | 12               | 13               | 45               |

| Медалі за днями | Медалі за днями | Медалі за днями | Медалі за днями | Медалі за днями | Медалі за днями |
| --------------- | --------------- | --------------- | --------------- | --------------- | --------------- |
| Дата            | 1               | 2               | 3               | Загалом         |                 |
| 27 липня        | 1               | 0               | 1               | 2               |                 |
| 28 липня        | 3               | 2               | 0               | 5               |                 |
| 29 липня        | 2               | 0               | 3               | 5               |                 |
| 30 липня        | 1               | 0               | 0               | 1               |                 |
| 31 липня        | 1               | 1               | 0               | 2               |                 |
| 1 серпня        | 0               | 0               | 1               | 1               |                 |
| 2 серпня        | 0               | 1               | 1               | 2               |                 |
| 3 серпня        | 0               | 1               | 3               | 4               |                 |
| 4 серпня        | 1               | 0               | 1               | 2               |                 |
| 5 серпня        | 1               | 0               | 1               | 2               |                 |
| 6 серпня        | 1               | 1               | 1               | 3               |                 |
| 7 серпня        | 1               | 0               | 1               | 2               |                 |
| 8 серпня        | 1               | 1               | 0               | 2               |                 |
| 9 серпня        | 3               | 1               | 0               | 4               |                 |
| 10 серпня       | 2               | 4               | 0               | 6               |                 |
| 11 серпня       | 2               | 0               | 0               | 2               |                 |
| Загалом         | 20              | 12              | 13              | 45              |                 |

| Багаторазові медалісти | Багаторазові медалісти | Багаторазові медалісти | Багаторазові медалісти | Багаторазові медалісти | Багаторазові медалісти | Багаторазові медалісти |
| ---------------------- | ---------------------- | ---------------------- | ---------------------- | ---------------------- | ---------------------- | ---------------------- |
| Ім'я                   | Вид спорту             | 1                      | 2                      | 3                      | Загалом                |                        |
| Ока Сінносуке          | Гімнастика             | 3                      | 0                      | 1                      | 4                      |                        |
| Кокі Кано              | Фехтування             | 1                      | 1                      | 0                      | 2                      |                        |
| Хіфумі Абе             | Дзюдо                  | 1                      | 1                      | 0                      | 2                      |                        |
| Цунода Нацумі          | Дзюдо                  | 1                      | 1                      | 0                      | 2                      |                        |
| Таканорі Нагасе        | Дзюдо                  | 1                      | 1                      | 0                      | 2                      |                        |
| Саншіро Мурао          | Дзюдо                  | 0                      | 2                      | 0                      | 2                      |                        |
| Харука Фунакубо        | Дзюдо                  | 0                      | 1                      | 1                      | 2                      |                        |
| Наґаяма Рюджю          | Дзюдо                  | 0                      | 1                      | 1                      | 2                      |                        |
| Соїчі Хашімото         | Дзюдо                  | 0                      | 1                      | 1                      | 2                      |                        |
| Хіна Хаята             | Table Tennis           | 0                      | 1                      | 1                      | 2                      |                        |

## Спортсмени
| Вид спорту                      | Чоловіки | Жінки | Загалом |
| ------------------------------- | -------- | ----- | ------- |
| Стрільба з лука                 | 3        | 1     | 4       |
| Артистичне плавання             | 0        | 9     | 9       |
| Легка атлетика                  | 29       | 20    | 49      |
| Бадмінтон                       | 5        | 7     | 12      |
| Баскетбол                       | 12       | 12    | 24      |
| Бокс                            | 2        | 0     | 2       |
| Брейкданс                       | 2        | 2     | 4       |
| Веслування на байдарках і каное | 2        | 1     | 3       |
| Велоспорт                       | 9        | 9     | 18      |
| Стрибки у воду                  | 2        | 3     | 5       |
| Кінний спорт                    | 6        | 0     | 6       |
| Фехтування                      | 7        | 7     | 14      |
| Хокей на траві                  | 0        | 16    | 16      |
| Футбол                          | 18       | 18    | 36      |
| Гольф                           | 2        | 2     | 4       |
| Гімнастика                      | 6        | 5     | 11      |
| Гандбол                         | 14       | 0     | 14      |
| Дзюдо                           | 7        | 7     | 14      |
| Сучасне п'ятиборство            | 1        | 1     | 2       |
| Академічне веслування           | 3        | 2     | 5       |
| Регбі-7                         | 12       | 12    | 24      |
| Вітрильний спорт                | 3        | 4     | 7       |
| Стрільба                        | 2        | 1     | 3       |
| Скейтбординг                    | 4        | 6     | 10      |
| Спортивне скелелазіння          | 2        | 2     | 4       |
| Серфінг                         | 3        | 1     | 4       |
| Плавання                        | 15       | 14    | 29      |
| Table Tennis                    | 3        | 3     | 6       |
| Теніс                           | 2        | 4     | 6       |
| Тріатлон                        | 2        | 1     | 3       |
| Волейбол                        | 12       | 14    | 26      |
| Водне поло                      | 12       | 0     | 12      |
| Важка атлетика                  | 2        | 1     | 3       |
| Боротьба                        | 8        | 6     | 14      |
| Загалом                         | 212      | 191   | 403     |